# Tuna distrikt, Uppland
Tuna distrikt är ett distrikt i Uppsala kommun och Uppsala län. 
Distriktet ligger i östra delen av kommunen. 

## Tidigare administrativ tillhörighet
Distriktet inrättades 2016 och utgörs av socknen Tuna i Uppsala kommun.
Området motsvarar den omfattning Tuna församling hade vid årsskiftet 1999/2000.